# 嶽山貞治郎
嶽山 貞治郎（たけやま ていじろう、1905年3月9日 - 1989年11月4日）は、日本の経営者、銀行家。滋賀銀行頭取を務めた。

## 経歴
滋賀県出身。1927年に彦根高等商業学校を卒業し、1928年に八幡銀行(のちの滋賀銀行)に入行。1951年に取締役に就任し、1957年10月に常務を経て、1963年10月には頭取に就任。1971年11月に会長を経て、1973年11月には相談役に就任。
1971年10月に藍綬褒章を受章し、1979年4月に勲四等瑞宝章を受章。
1989年11月4日、急性肺炎のために死去。84歳没。